# Station Grijpskerk
Station Grijpskerk is het station in Grijpskerk in de provincie Groningen. Het ligt aan de spoorlijn Leeuwarden – Groningen, aan de zuidkant van het dorp. Tegenwoordig is Grijpskerk een onbemande stopplaats en wordt bediend door Arriva.

## Geschiedenis
Het eerste station in Grijpskerk werd gebouwd in 1863. Voor de aanleg moest de bodem er sterk worden opgehoogd, een reden waarom de directie van de spoorwegen aanvankelijk het station liever aan de Westerhorn had gewild. De huidige locatie lag echter dichter bij het dorp en centraler binnen de toenmalige gemeente Grijpskerk, wat de doorslag gaf. Het werd op 1 juni 1866, bij de opening van het baanvak Groningen – Leeuwarden, in gebruik genomen. Groningen – Leeuwarden was onderdeel van staatslijn B van de Staatsspoorwegen. Grijpskerk kreeg een standaardstation van de vijfde klasse. De spoorlijn beviel zo goed dat, toen Beetsterzwaag plannen had voor een lokaalspoorlijn van de regio Drachten naar het Westerkwartier, de gemeente Grijpskerk in 1871 geld beschikbaar stelde om deze aan te doen sluiten op dit station, met een eventuele doortrekking naar Zoutkamp. De toenmalige gemeente Grootegast wilde echter niet financieel bijspringen, waardoor het plan werd afgeblazen. Bij het station werd in 1873 een logement geopend aan het begin van de Stationslaan.
Dit eerste station werd in 1881 vervangen door een nieuw gebouw dat in gebruik bleef tot 1976. Het werd toen vervangen door een nieuw station van het standaardtype Douma. In de jaren negentig werd het stationsgebouw buiten dienst gesteld. Het werd door NS verhuurd aan kunstenaar Gert Sennema die er een atelier in vestigde. In mei 2005 is het gebouw afgebrand, mogelijk door brandstichting.

## Afbeeldingen

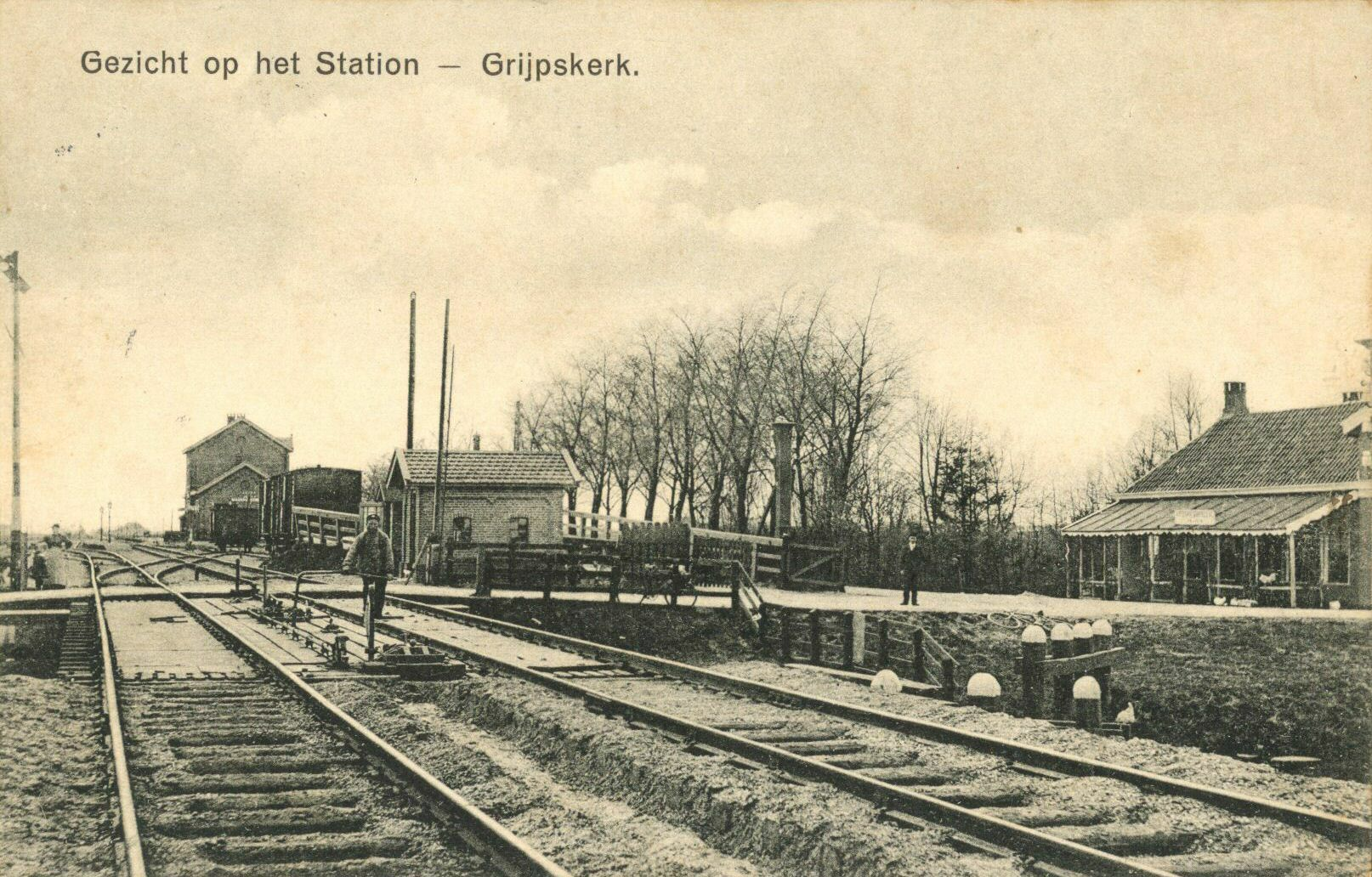
Het station aan het begin van de twintigste eeuw
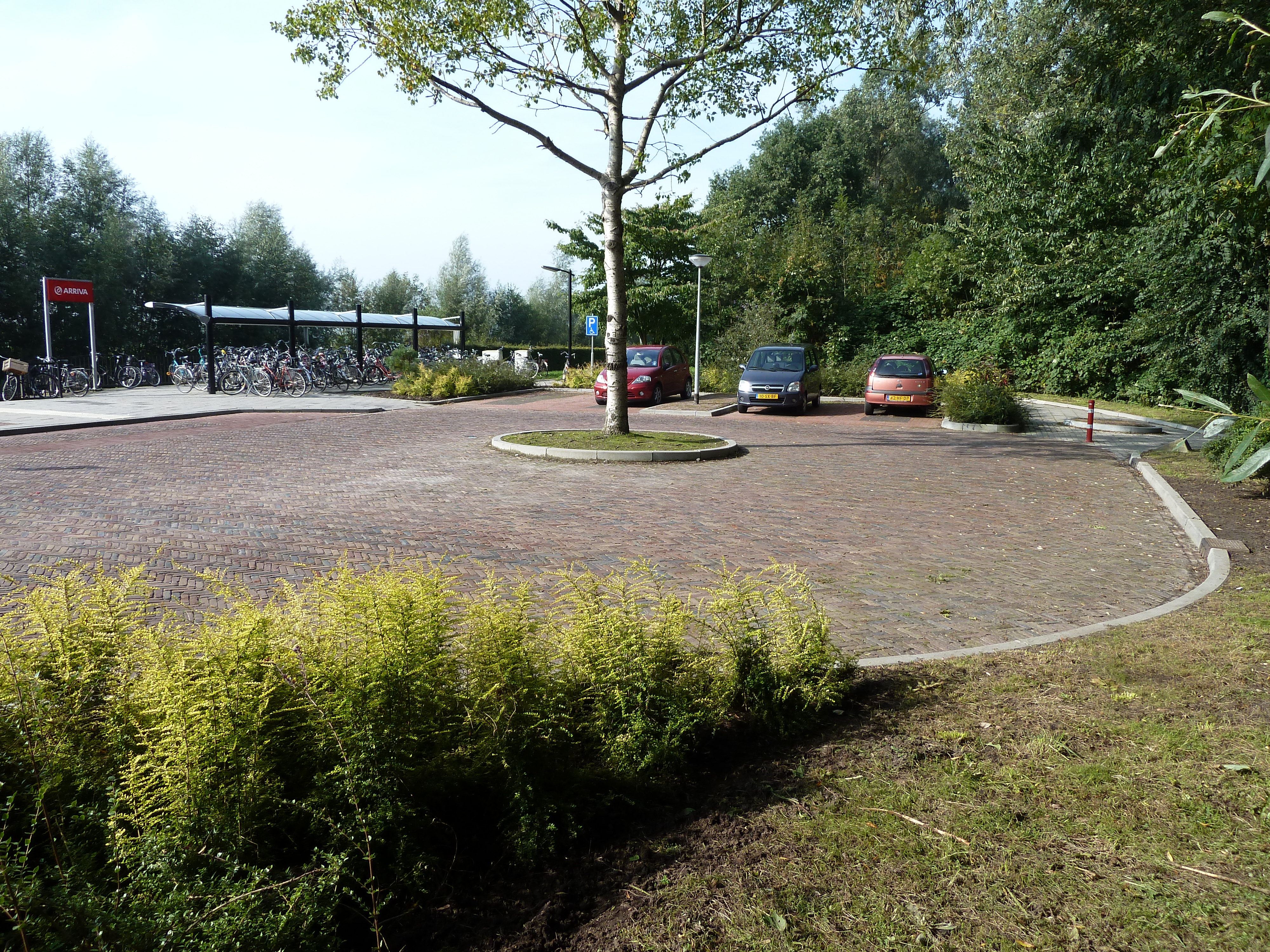
Gezicht op de rotonde aan het einde van de weg naar het station. Achter de geparkeerde auto's stond vroeger het stationsgebouw. Rechts de fietsroute naar Grijpskerk. Links het station.
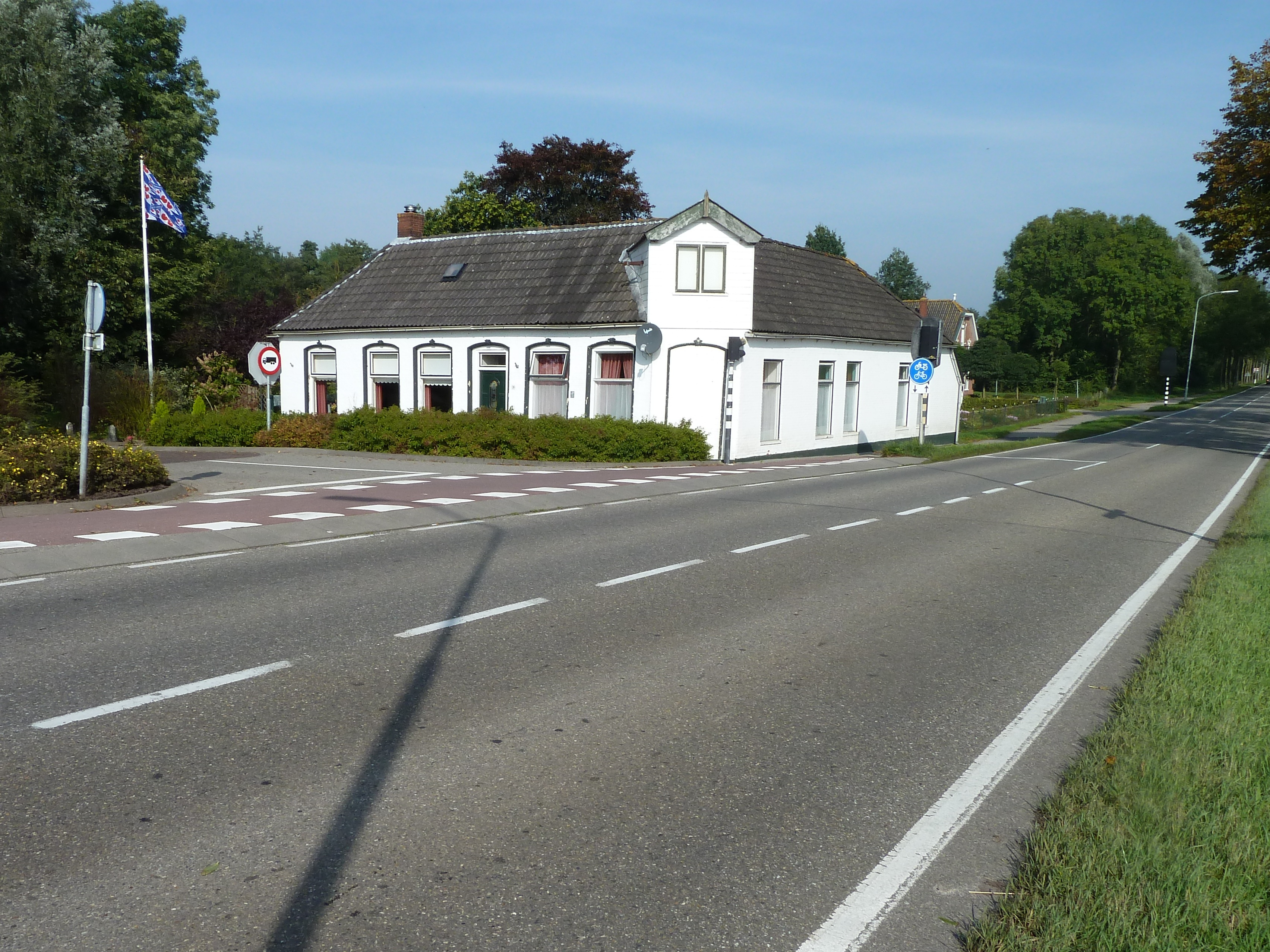
Voormalig stationskoffiehuis aan de weg tussen Gaarkeuken en Grijpskerk (rechts). Links de ingang naar het station. Het gebouw had vroeger een veranda. Later café, tegenwoordig woonhuis.
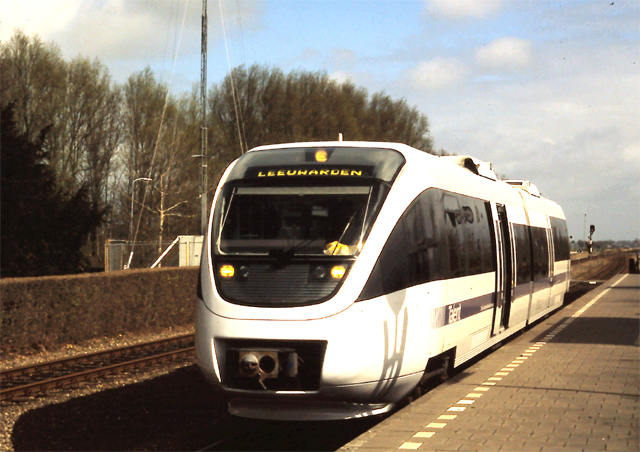
Prototype Talbot Talent treinstel op 20 september 1997 te Grijpskerk.
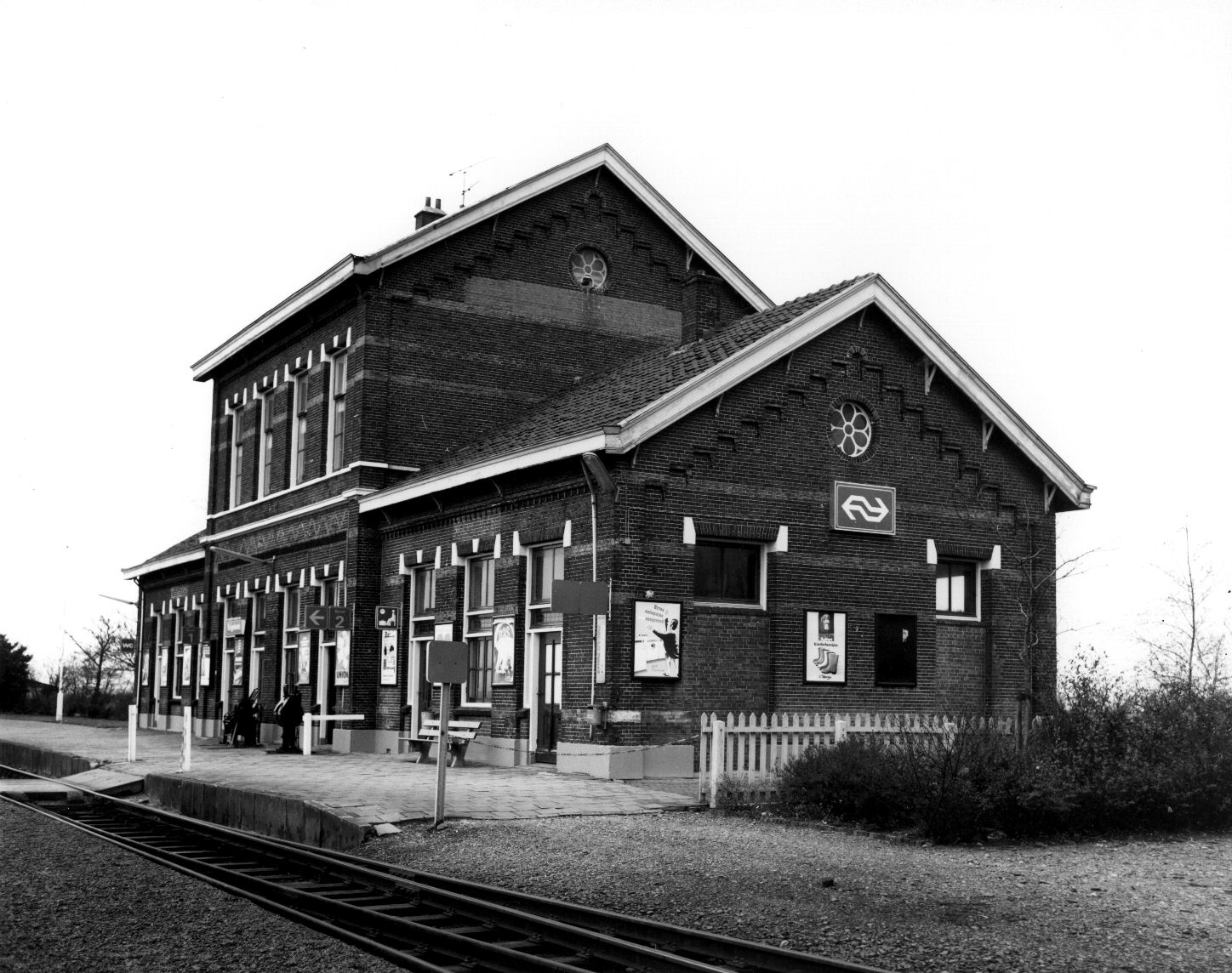
Het station op 18 november 1970
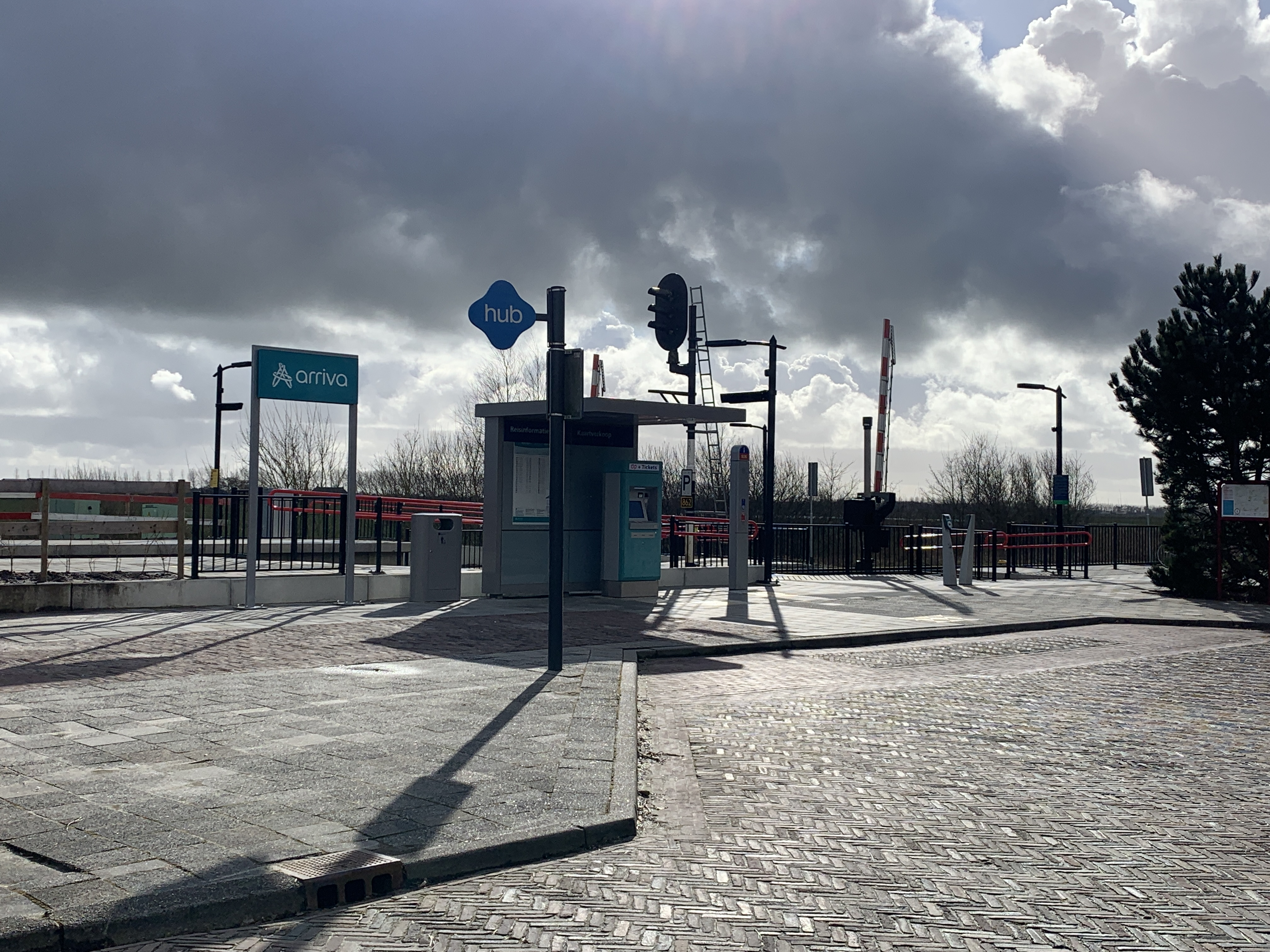
Kaartautomaat op het station (2022)
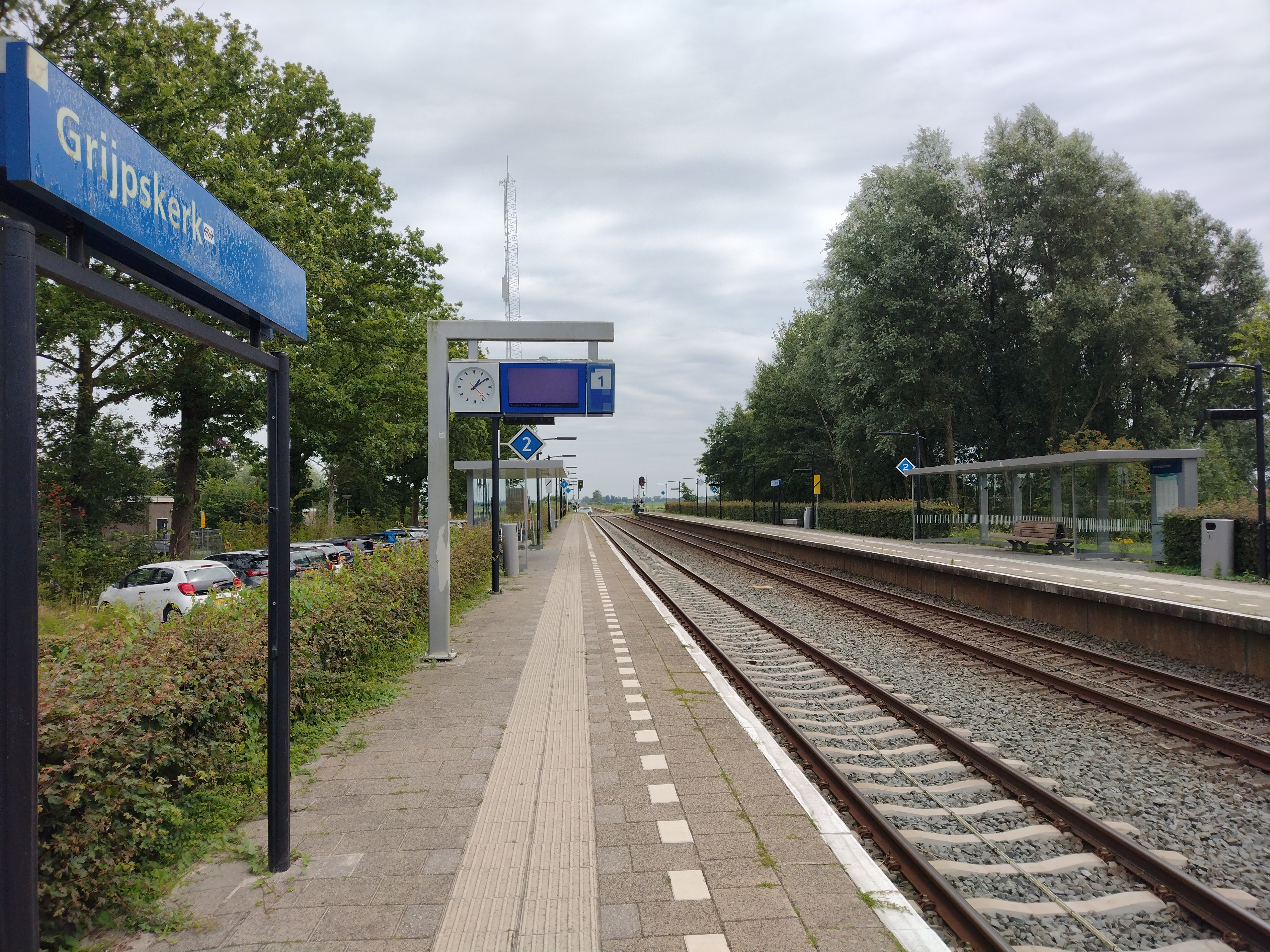
De perrons in 2024
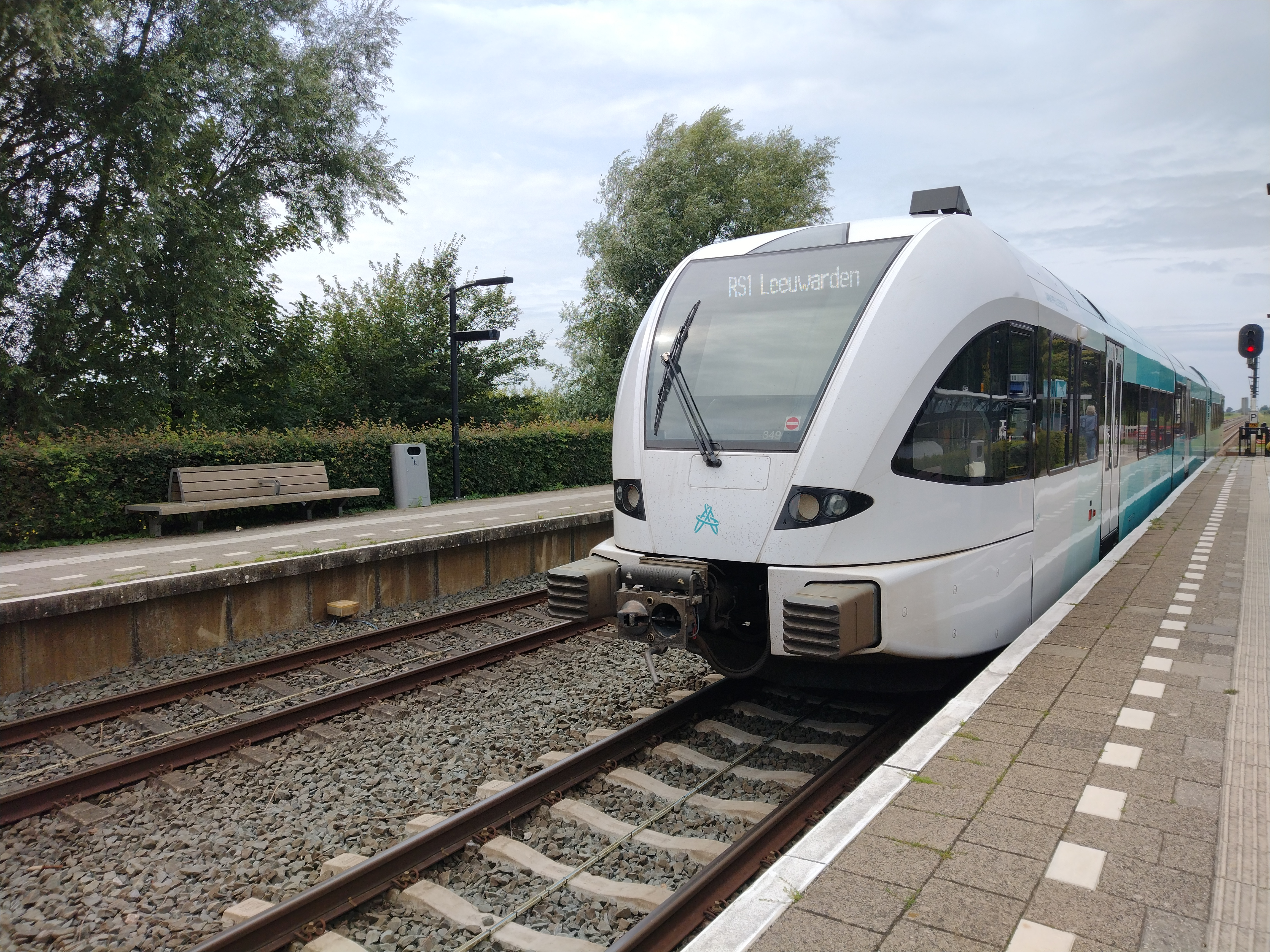
Arriva GTW op het station

## Verbindingen
| Serie      | Treinsoort         | Route                               | Bijzonderheden                                                                               |
| ---------- | ------------------ | ----------------------------------- | -------------------------------------------------------------------------------------------- |
| 37400 RS 1 | Stoptrein (Arriva) | Leeuwarden – Grijpskerk – Groningen | 's Avonds rijden van maandag t/m zaterdag enkele extra treinen tussen Zuidhorn en Groningen. |